# Glavata patka
Glavata patka (lat. Aythya ferina) patka je iz potporodice ronilica. Srednje je veličine.

## Opis
Odrasli mužjak ima dugi tamni kljun sa sivim kolutom, crvenu glavu i vrat, crna prsa, crvenu šarenicu i siva leđa. Odrasla ženka ima smeđu glavu i tijelo, a na kljunu ima suženi sivi kolut.
Hranu traži ronjenjem. Hrani se vodenim biljkama, mekušcima, vodenim kukcima i manjim ribama. Najčešće u potragu za hranom kreće noću.
Društvena je, zimi formira velika jata, u kojima se često nalaze i druge vrste pataka, kao što je krunata patka, a poznato je da se s tom patkom ponekad križa.

## Razmnožavanje
Staništa za vrijeme sezone parenja su joj močvare i jezera s metrom ili malo više dubine. Gnijezdi se širom Europe (i u Hrvatskoj) te u Aziji. Selica je, prezimljuje u na jugu i zapadu Europe.